# Трутрука
Трутрука (исп. trutruca) — духовой музыкальный инструмент по типу трубы, распространённый главным образом среди народа мапуче в Чили и Аргентине. По своей форме похож на эрке  и альпийский рог. Издаёт резкий грубый звук. Тембр инструмента варьируется незначительно. Используется как боевой клич или в качестве музыкального сопровождения в общественных, сельскохозяйственных и религиозных мероприятиях.
Изготавливается из бамбуковой трубы длиной  от 2,5 до 6 м диаметром 2-10 см, оборачиваемой лошадиными внутренностями, к концу которой приделывается резонатор из коровьего рога. Инструмент может быть как согнутым в рожок, так и прямым, изготавливаемым из металлической трубы.